# Гусейнов Зелімхан Теждійович
Зелімхан Теждийович Гусе́йнов (азерб. Zəlimxan Hüseynov, рос. Зелимхан Теждиевич Гусейнов; нар. 13 липня 1981, Хасав'юрт, Дагестанська АРСР, РРФСР, СРСР) — російський і азербайджанський борець вільного стилю, дворазовий призер чемпіонатів світу, чемпіон Європи, дворазовий переможець кубку світу, учасник Олімпійських ігор.

## Біографія
Вільною боротьбою займається з 1991 року. Вихованець СДЮШОР «Спартак», м. Хасав'юрт. Тренер: Теждин Гусейнов (батько).
На початку своєї спортивної кар'єри виступав за збірну Росії. У складі її юніорської збірної був бронзовим призером чемпіонату світу 2001 року. Того ж року дебютував на чемпіонаті світу у складі першої збірної Росії, де посів восьме місце. З 2008 року виступає за збірну Азербайджану.
Закінчив Сучасний гуманітарний інститут в м. Хасав'юрт.

## Спортивні результати на міжнародних змаганнях

### Виступи на Олімпіадах
| Змагання                    | Збірна      | Вагова категорія          | Місце |
| --------------------------- | ----------- | ------------------------- | ----- |
| Літні Олімпійські ігри 2008 | Азербайджан | вільна боротьба, до 60 кг | 5     |

### Виступи на Чемпіонатах світу
| Змагання                        | Збірна      | Вагова категорія          | Місце  |
| ------------------------------- | ----------- | ------------------------- | ------ |
| Чемпіонат світу з боротьби 2001 | Росія       | вільна боротьба, до 58 кг | 8      |
| Чемпіонат світу з боротьби 2009 | Азербайджан | вільна боротьба, до 60 кг | Срібло |
| Чемпіонат світу з боротьби 2010 | Азербайджан | вільна боротьба, до 60 кг | Бронза |
| Чемпіонат світу з боротьби 2011 | Азербайджан | вільна боротьба, до 60 кг | 8      |

### Виступи на Чемпіонатах Європи
| Змагання                         | Збірна      | Вагова категорія          | Місце  |
| -------------------------------- | ----------- | ------------------------- | ------ |
| Чемпіонат Європи з боротьби 2009 | Азербайджан | вільна боротьба, до 60 кг | Золото |

### Виступи на Кубках світу
| Змагання                    | Збірна      | Вагова категорія          | Місце  |
| --------------------------- | ----------- | ------------------------- | ------ |
| Кубок світу з боротьби 2009 | Азербайджан | вільна боротьба, до 60 кг | Золото |
| Кубок світу з боротьби 2010 | Азербайджан | вільна боротьба, до 60 кг | Бронза |
| Кубок світу з боротьби 2011 | Азербайджан | вільна боротьба, до 60 кг | Золото |

### Виступи на інших змаганнях
| Змагання                                                      | Збірна      | Вагова категорія          | Місце  |
| ------------------------------------------------------------- | ----------- | ------------------------- | ------ |
| Олімпійський кваліфікаційний турнір з боротьби 2008 (Мартіні) | Азербайджан | вільна боротьба, до 60 кг | Срібло |
| Золотий Гран-прі з боротьби 2008                              | Азербайджан | вільна боротьба, до 60 кг | 5      |
| Гран-прі «Іван Яригін» 2009                                   | Азербайджан | вільна боротьба, до 60 кг | Бронза |
| Золотий Гран-прі з боротьби 2009                              | Азербайджан | вільна боротьба, до 60 кг | Золото |
| Турнір Г. Картозія і В. Балавадзе 2011                        | Азербайджан | вільна боротьба, до 66 кг | 7      |
| Золотий Гран-прі з боротьби 2011 (Баку)                       | Азербайджан | вільна боротьба, до 60 кг | Золото |
| Київський Міжнародний турнір з боротьби 2012                  | Азербайджан | вільна боротьба, до 66 кг | 17     |
| Інтерконтинентальний кубок з боротьби 2013                    | Азербайджан | вільна боротьба, до 60 кг | 5      |

### Виступи на змаганнях молодших вікових груп
| Змагання                                      | Збірна | Вагова категорія          | Місце  |
| --------------------------------------------- | ------ | ------------------------- | ------ |
| Чемпіонат світу з боротьби серед юніорів 2001 | Росія  | вільна боротьба, до 58 кг | Бронза |